# Gordana Jovanovic Dolecek
Gordana Jovanovic Dolecek (Šabac, siglo XX) es una ingeniera electrónica mexicana de origen serbio. Se desempeña como profesora e investigadora en el Instituto Nacional de Astrofísica, Óptica y Electrónica (INAOE) en Puebla.

## Biografía
Dolecek nació en Šabac, Yugoslavia (actual Serbia). Obtuvo una licenciatura en ingeniería eléctrica de la Universidad de Sarajevo en 1969. Después de una maestría de la Universidad de Belgrado en 1975, regresó a la Universidad de Sarajevo para obtener su doctorado, completado en 1981.
Trabajó como asistente de investigación en Energoinvest a partir de 1969 y en 1971 se convirtió en asistente de enseñanza e investigación en la Universidad de Sarajevo. Se convirtió en profesora asistente allí en 1977, uno de los miembros fundadores del departamento de telecomunicaciones. Fue ascendida a profesora asociada en 1985 y profesora titular en 1991. Presidió alternativamente los departamentos de telecomunicaciones y sistemas de comunicaciones de 1980 a 1993.
En 1993 se trasladó al Instituto Mihajlo Pupin de la Universidad de Belgrado, y en 1995 asumió su cargo actual en México en INAOE.
Es miembro de la Academia Mexicana de Ciencias, siendo elegida en 2005.

## Libros
Dolecek es el autor del libro Random Signals and Processes Primer with MATLAB (Springer, 2012). Sus volúmenes editados incluyen Multirate Systems: Design and Applications (Idea Group, 2002) y Advances in Multirate Systems (Springer, 2017).

## Vida personal
Estaba casada con el profesor de ingeniería mecánica, Vlatko Doleček. Su hija, la teórica de codificación Lara Dolecek, es profesora en California en la Escuela de Ingeniería y Ciencias Aplicadas Henry Samueli de la Universidad de California en Los Ángeles.